# Hohoe
Hohoe és una ciutat de Ghana, capital de la muntanyosa municipalitat de Hohoe a la Regió Volta de Ghana, amb el seu bon clima i moltes atraccions turístiques com les Cataractes Wli. Hohoe és la 35è ciutat més poblada de Ghana amb 56.202 habitants i està situada entre el llac Volta i la frontera de Togo. Hohoe està connectat per carretera a Kpandu i a Ho.